# Хайновщина
Хайновщина — деревня в Хиславичском районе Смоленской области России. Входит в состав Иозефовского сельского поселения. По состоянию на 2007 год постоянного населения не имеет. 
Расположена в юго-западной части области в 12 км к юго-западу от Хиславичей, в 44 км западнее автодороги А141 Орёл — Витебск, на берегу реки Пырянка. В 44 км восточнее деревни расположена железнодорожная станция Крапивенская на линии Смоленск — Рославль. 

## История
В годы Великой Отечественной войны деревня была оккупирована гитлеровскими войсками в июле 1941 года, освобождена в сентябре 1943 года. 